# Остен-Сакен, Владимир Фёдорович
Барон Владимир Фёдорович фон дер Остен-Сакен (1860—1920) — генерал-майор, заведующий охраной Императорского Таврического дворца.

## Биография
Православный. Из дворян Лифляндской губернии.
Окончил Нижегородскую военную гимназию (1878) и Николаевское кавалерийское училище (1880), откуда выпущен был офицером в 3-й драгунский Военного ордена полк, где прошел все строевые должности до командира эскадрона включительно. Произведен в ротмистры 15 марта 1893 года на вакансию.
5 мая 1896 года назначен исправляющим должность младшего чиновника по особым поручениям при начальнике Закаспийской области, а 2 июня 1897 года — адъютантом командующего войсками той же области. 26 февраля 1898 года произведен в подполковники с назначением штаб-офицером для особых поручений при военном министре, а 9 января 1901 года назначен на ту же должность V класса при военном министре. 31 марта 1901 года переведен в гвардию чином ротмистра, с оставлением в занимаемой должности.
С началом русско-японской войны, 12 февраля 1904 года назначен в распоряжение командующего Маньчжурской армией, а 14 апреля того же года назначен адъютантом командующего Маньчжурской армией. Произведен в полковники 26 февраля 1904 года «за отличие по службе». В конце 1904 года был назначен адъютантом Главнокомандующего всеми сухопутными и морскими силами, действующими против Японии, а 1 мая 1905 года — адъютантом командующего 1-й Маньчжурской армией. Участвовал во многих делах против японцев, за боевые отличия был награжден золотым оружием и боевыми орденами.
По возвращении с войны, с 23 марта 1906 года был прикомандирован к канцелярии военного министра, а 25 ноября того же года назначен заведующим охраной Императорского Таврического дворца, в котором помещалась Государственная дума. Произведен в генерал-майоры 6 декабря 1910 года.
С началом Первой мировой войны в 1914 году был командирован для исправления должности коменданта г. Минска. 30 июня 1916 года назначен в резерв чинов при штабе Петроградского военного округа. Умер в 1920 году в Москве.

## Награды
- Орден Святого Станислава 3-й ст. (1891)
- Орден Святой Анны 3-й ст. (ВП 11.02.1896)
- Орден Святого Станислава 2-й ст. (1901)
- Орден Святого Владимира 4-й ст. с мечами и бантом (1904)
- Орден Святой Анны 2-й ст. с мечами (ВП 21.11.1905)
- Золотое оружие «За храбрость» (ВП 7.03.1906)
- Орден Святого Владимира 3-й ст. (1913)
- Орден Святого Станислава 1-й ст. (ВП 25.08.1915)